# Vladímir Lébedev
Vladímir Nikoláyevich Lébedev –en ruso, Владимир Николаевич Лебедев– (Taskent, 23 de abril de 1984) es un deportista ruso que compitió en esquí acrobático, especialista en la prueba de salto aéreo.
Participó en dos Juegos Olímpicos de Invierno, en los años 2002 y 2006, obteniendo una medalla de bronce en Turín 2006, en la prueba de salto aéreo.

## Medallero internacional
| Juegos Olímpicos | Juegos Olímpicos | Juegos Olímpicos  | Juegos Olímpicos |
| Año              | Lugar            | Medalla           | Competición      |
| ---------------- | ---------------- | ----------------- | ---------------- |
| 2006             | Turín (Italia)   | Medalla de bronce | Salto aéreo      |